# قلعه شهرآباد (شهرستانک)
بقایای قلعه شهر آباد مربوط به دوره سلجوقیان تا دوره صفوی است و در شهرستان تربت جام، بخش پایین جام، دهستان زام، ضلع غربی داخل روستای شهرستانک واقع شده و این اثر در تاریخ ۳ خرداد ۱۳۸۶ با شمارهٔ ثبت ۱۹۱۹۵ به‌عنوان یکی از آثار ملی ایران به ثبت رسیده‌است.